# ヒバリのこころ (アルバム)
『ヒバリのこころ』は、日本のロックバンド・スピッツのインディーズ・ミニアルバム。1990年3月21日にミストラルからリリース。

## 概要
- スピッツのインディーズ時代唯一のCD。
- 初回プレスは2,000枚だったが殆ど売れず、これ以上生産されることはなかった。
- シングル『ロビンソン』でバンドが大ブレイク後プレミアが付き、中古市場において値段が高騰。ピーク時には10万円近い値段で取り引きされた。
- エンジニアは、元新宿ロフトのPAエンジニア牧野英司。スピッツのメジャーデビュー以後の作品も幾つか手がけることとなる。
- 1999年発売の『花鳥風月』に今作品の2曲目と5曲目が収録された。また、2021年発売の『花鳥風月+』では今作品の全曲が収録された。
- 『花鳥風月』リリース時のインタビューによると、使っていた機材は、草野が「ヤマハの5万くらいのアコギ」、三輪が「3万くらいのテレキャスター」との事[1]。

## 収録曲
| 全作詞・作曲: 草野正宗。 |                                      |           |            |          |      |
| #                        | タイトル                             | 作詞      | 作曲・編曲 | 編曲     | 時間 |
| 1.                       | 「ヒバリのこころ」                   | 草野正宗  | 草野正宗   | スピッツ | 4:51 |
| 2.                       | 「トゲトゲの木」                     | 草野正宗  | 草野正宗   | スピッツ | 4:21 |
| 3.                       | 「353号線のうた」                    | 草野正宗  | 草野正宗   | スピッツ | 4:38 |
| 4.                       | 「恋のうた」                         | 草野正宗  | 草野正宗   | スピッツ | 2:47 |
| 5.                       | 「おっぱい」                         | 草野正宗  | 草野正宗   | スピッツ | 3:53 |
| 6.                       | 「死にもの狂いのカゲロウを見ていた」 | 草野正宗  | 草野正宗   | スピッツ | 4:50 |
| 合計時間:                | 合計時間:                            | 合計時間: | 25:20      |          |      |

### 楽曲解説
1. ヒバリのこころ
  - 後にアレンジし直されて、デビューシングルになった。メジャーデビュー版とは歌詞が一部異なっている。
2. トゲトゲの木
  - 本作用に書き下ろされた曲で、レコーディングを前提にスピッツが演奏したのはこれが初[1]。
  - この曲の歌詞を「現代詩のよう」と評されたのがきっかけで草野が現代詩を愛読するようになった[1]。
  - 後に、1999年リリースのスペシャル・アルバム『花鳥風月』にも収録。
3. 353号線のうた
  - 国道353号は群馬県桐生市から新潟県柏崎市へ至る実在の国道。
  - アニメ『キテレツ大百科』の主題歌「スイミン不足」を歌っていたバンド・CHICKSがコーラス参加している。
4. 恋のうた
  - 草野がアコースティックギターで作曲した初めての曲。
  - 後に2ndアルバム『名前をつけてやる』に収録されたバージョンと違い、歪んだリズムギターとキーボードのアレンジが特徴。
5. おっぱい
  - タイトルに関して草野は「おっぱいって言っちゃうことで逆にエッチじゃなくなってる。」「遠回しに言う方が逆にエッチだったりするよね。」と語っている[1]。
  - 後に、「トゲトゲの木」と共に『花鳥風月』にも収録されたが、そちらではイントロを一部カットされた形で収録されている。なお、後に発売された『花鳥風月+』にはオリジナルバージョンが収録された。
6. 死にもの狂いのカゲロウを見ていた (4:50)
作詞・作曲:草野正宗 / 編曲:スピッツ
  - ライブDVD『ジャンボリー・デラックス』に、1991年のライブで演奏されている模様が一部収録されている。